# Nucet (okręg Prahova)
Nucet – wieś w Rumunii, w okręgu Prahova, w gminie Chiojdeanca. W 2011 roku liczyła 373 mieszkańców.